# ヴァグラムの戦い
ヴァグラムの戦い（ヴァグラムのたたかい, 英：Battle of Wagram, 仏：Bataille de Wagram, 1809年7月5日-7月6日）は、ナポレオン戦争における戦闘の1つ。ウィーン北東15キロメートルにあるドナウ川北岸の町ヴァグラムの周辺地域で、皇帝ナポレオン1世率いるフランス軍と、カール大公率いるオーストリア軍とが戦った。ワグラムの戦いとも表記される。
フランス軍18万、オーストリア軍15万という大軍同士が激突し、合わせて7万以上の死傷者を出した。戦いはフランス軍が勝利し、オーストリアはシェーンブルンの和約を結んで屈服した。

## 背景
1809年4月9日、オーストリアはイギリスと第五次対仏大同盟を結びフランスへ宣戦した。ナポレオンは速やかに反撃に移り、エックミュールの戦いでカール大公率いるオーストリア軍主力に勝利して、オーストリアの首都ウィーンに入城した。ドナウ川の北岸へ退却した10万のオーストリア軍主力に対し、5月21日-22日、ナポレオンは7万のフランス軍をもって渡河作戦を決行し決戦を挑もうとするが、半渡のところをカール大公の的確な指揮に衝かれて敗北を喫した。
このアスペルン・エスリンクの戦いの後、しばらく膠着状態が続いた。この間、フランス軍にはウジェーヌとマクドナルの率いるイタリア王国軍、マルモン軍団、ポニャトフスキの率いるポーランド軍、バイエルン軍が来着して18万の大軍となり、オーストリア軍も15万の兵力を集結させた。そのころチロルでのアンドレアス・ホーファーの蜂起や、ネーデルラントにあるワルヘレン島へのイギリス軍の上陸など背後での動きも活発化し、ナポレオンにもあまり時間の余裕はなかった。ナポレオンは再度カール大公へ決戦を挑んだ。

## 経過

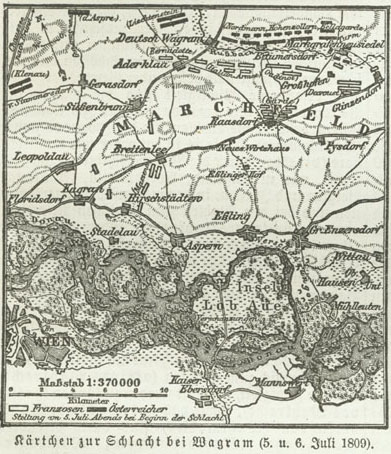
ヴァグラムの戦い。7月6日朝の状況

ナポレオンはアスペルン・エスリンクの戦いでの失敗を繰り返さぬよう周到な計画を練っていた。ロバウ島に集結していたフランス軍は、7月4日の暴風雨の夜をあえて選んで渡河作戦を決行し、対岸からも同時に架橋作業を実施することで迅速に舟橋を構築して、大軍を一気に渡河させた。ただ、このとき参謀長ベルティエは誤って2つの軍団に同じ橋を割り当ててしまい、一時的な遅れが生じた。
オーストリア軍は完全に不意を衝かれ、川岸に展開していた警戒部隊は蹴散らされた。フランス軍は7月5日の昼までにアスペルンからエスリンクの一帯を制圧し、午後には18万の大軍が渡河を完了した。フランス軍は左翼にマッセナ軍団、中央部にベルナドットの率いるザクセン軍団、ウジェーヌ軍団、ウディノ軍団、右翼にダヴー軍団を配置し、20キロメートルにわたる半円陣形を形成した。ナポレオンはヨハン大公が率いるオーストリア軍の別働隊12,500が駆けつける前に勝負をつけたいと考え、7月5日中の攻撃を試みたが、このときは小規模な攻撃にとどまり失敗した。
翌7月6日早朝、戦闘が再開された。最初にオーストリア軍が主導権を握り、フランス軍右翼へ攻撃を仕掛けた。これは陽動作戦で、続いて第3、第6軍団による本格的な攻撃がフランス軍左翼へ向けられた。ベルナドット指揮下のザクセン軍団は後退させられ、さらにブーデ師団が潰走させられてフランス軍の後方連絡線が脅かされた。これに対して、フランス軍ではマッセナ軍団の一部と騎兵が増援に向かい、さらにロバウ島から砲撃を浴びせてオーストリア軍の攻勢を停止させた。
一方、右翼ではダヴー軍団がオーストリア軍を押し返していた。ナポレオンの戦術眼はこの好機を見逃さなかった。オーストリア軍全体の扇の要となっていた中央部へ向けて、マクドナル軍団と近衛軍団に突破攻撃を命じ、マクドナルは指揮下の8,000の兵力をくさび型に編成してオーストリア軍中央部へ銃剣突撃を仕掛けた。ラサール将軍も援軍として駆けつけ、援護突撃を行った。凄惨な戦いが繰り広げられ、オーストリア軍は中央部を突破され、分断された。
午後4時、ヨハン大公の別働隊が戦場に到着した頃には勝敗は決していた。オーストリア軍は死傷者40,000の損害を受け、戦闘能力は残っていたが敗北は明らかであった。一方、フランス軍の損害も死傷32,500、捕虜7,000に及んだ。

## 影響
7月10日、オーストリアは停戦を申し入れ、12日に停戦協定が成立した。同日、フランス軍では戦功によってマクドナル、ウディノ、マルモンが元帥へ昇進し、ベルティエは（失策は犯したものの）ヴァグラム大公爵に叙せられた。
10月14日、オーストリアはシェーンブルンの和約を結んで屈服した。広大な領土をフランスやバイエルンへ割譲させられ、そのうえ巨額の賠償金を課せられた。こうして1809年におけるオーストリアのナポレオンへの挑戦は失敗に終わった。ナポレオンの帝国は絶頂期を迎える。
ヴァグラムで戦ったオーストリア軍は、旧来の傭兵軍から脱皮しつつあった。アウステルリッツでの屈辱的敗北以来、オーストリアが営々と進めてきた軍制改革によって、革命によって生まれ変わったフランス軍と同様に、国民としての意識を持ち、個人的な名誉や利益のためではなく祖国のために戦う国民軍としての性格を強めていたのである。だが彼らがライプツィヒでの輝かしい勝利を勝ち取るまでには、あと数年の歳月が必要であった。